# Deputados de Portugal no Parlamento Europeu (1999-2004)
Esta é uma lista dos 25 Deputados do Parlamento Europeu eleitos por Portugal para a quinta legislatura (1999-2004), ordenados pelo sobrenome. 

## A
- António Campos, PS (Partido Socialista Europeu)

## C
- Carlos Candal, PS (Partido Socialista Europeu)

- Carlos Lage, PS (Partido Socialista Europeu)
- Carlos Coelho, PSD (Partido Popular Europeu)

## E
- Elisa Maria Damião, PS (Partido Socialista Europeu)

## H
- Helena Torres Marques, PS (Partido Socialista Europeu)

## I
- Ilda Figueiredo, PCP (Esquerda Unitária Europeia/Esquerda Nórdica Verde)

## J
- João Gouveia, PSD (Partido Popular Europeu)

- Joaquim Miranda, PCP (Esquerda Unitária Europeia/Esquerda Nórdica Verde)
- Joaquim Piscarreta, PSD (Partido Popular Europeu)
- Joaquim Vairinhos, PS (Partido Socialista Europeu)
- José Pacheco Pereira, PSD (Partido Popular Europeu)
- José Ribeiro e Castro, CDS-PP (União para a Europa das Nações)

## L
- Luís Marinho, PS (Partido Socialista Europeu)
- Luís Queiró, CDS-PP (União para a Europa das Nações)

## M
- Manuel António dos Santos, PS (Partido Socialista Europeu)

- Maria Carrilho, PS (Partido Socialista Europeu)
- Mário Soares, PS (Partido Socialista Europeu)

## P
- Paulo Casaca, PS (Partido Socialista Europeu)

## R
- Raquel Cardoso, PSD (Partido Popular Europeu)
- Regina Bastos, PSD (Partido Popular Europeu)

## S
- Sérgio Marques, PSD (Partido Popular Europeu)
- Sérgio Sousa Pinto, PS (Partido Socialista Europeu)

## T
- Teresa Almeida Garrett, PSD (Partido Popular Europeu)

## V
- Vasco Graça Moura, PSD (Partido Popular Europeu)